# Euxoa villiersii
Euxoa villiersii là một loài bướm đêm trong họ Noctuidae.